# Mărginimea Sibiului

Mărginimea Sibiului (vermell) al comtat de Sibiu

Mărginimea Sibiului (en hongarès: Szeben-Hegyalja) és una zona que comprèn 18 localitats romaneses a la part sud-oest del comtat de Sibiu, al sud de Transsilvània, totes elles amb un patrimoni etnològic, cultural, arquitectònic i històric únic.

## Posició
La zona està situada a les immediacions properes al bressol de la civilització saxona a Transsilvània, la ciutat de Sibiu, i té una superfície de més de 200 km² limitat pel riu Sadu al sud i el Săliște al nord. Els pobles es troben al voltant de les valls de diferents rius que flueixen des de les muntanyes Cindrel a través de l'altiplà de Transilvania.

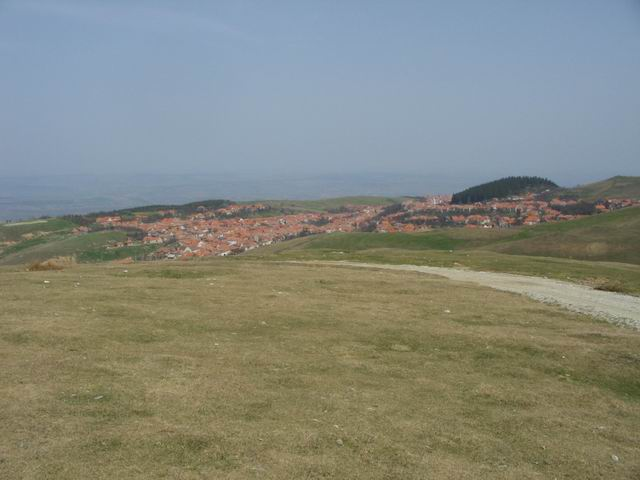
Vista sobre Poiana Sibiului, abril de 2005

La regió comprèn els pobles i ciutats següents:
- Boița
- Fântânele
- Galeș
- Gura Râului
- Jina
- Orlat
- Poiana Sibiului
- Poplaca
- Rășinari
- Râu Sadului
- Rod
- Sadu
- Săliște (ciutat)
- Sibiel
- Tălmaciu (ciutat)
- Tălmăcel
- Tilișca
- Vale

## Història breu
L'assentament més antic conegut era un poble saxó anomenat Ruetel que data del 1204 - que es va convertir en Rășinari el 1488 -, seguit de Tălmaciu (1318), Orlat (1322) i Săliște (1354). Al llarg de la seva història, alguns d'aquests assentaments van ser de vegades (juntament amb la Țara Făgărașului) feus dels governants del principat romanès de Valàquia. Un esdeveniment important a la zona va ser l'establiment al segle xviii per Maria Teresa del 1er regiment fronterer romanès a Orlat. A més, Boița era un poble fronterer, al final del passatge al llarg del riu Olt.

## Ocupacions
Principalment, la gent era pastor que creuava contínuament les muntanyes dels Carpats, mantenint el vincle essencial entre les comunitats romaneses al nord i al sud de les muntanyes. Les activitats estretament relacionades amb el pastoratge, com la fabricació de llana i pell, encara es mantenen a la zona fins avui.

## Característiques
La zona té una rica varietat de costums relacionats amb diferents èpoques de l'any i de la vida. Fins al dia d'avui, és costum portar el vestit tradicional tradicional: blanc i negre, amb un barret en forma de rodó particular sense sanefes que porten els homes en les ocasions més importants. Pintar sobre vidre és una tradició en aquesta zona, fortament connectada amb l'Església Ortodoxa Romanesa, que és amb diferència la principal religió dels habitants.
L'arquitectura està fortament influenciada pels saxons, amb grans cases imponents, amb un pati interior ben tancat per tots els costats. La fusta era tradicionalment el principal material utilitzat en la construcció, però els maons l'han substituït en els darrers cent anys; avui, només es pot trobar un petit nombre de cases de fusta.

## Llocs per veure

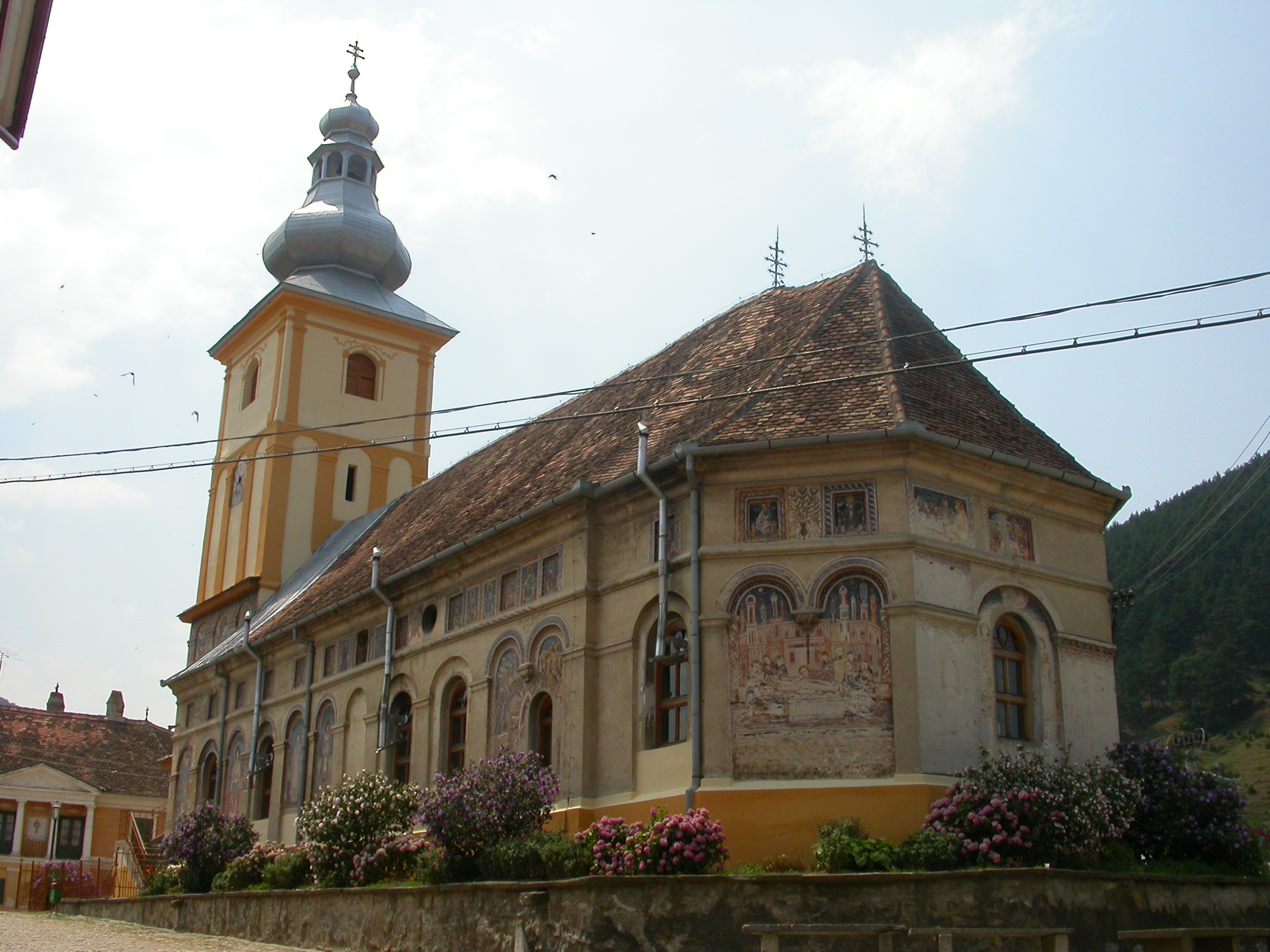
L'església de Rășinari a partir del gener del 2005

L'església més antiga de la zona es troba a Săliște; és una església pintada que data del 1674. Altres esglésies antigues són l'església de fusta de Poiana Sibiului (1771) i l'església de Tălmăcel (1776).
A Rășinari i Săliște hi ha alguns petits museus del poble i també cases commemoratives. Emil Cioran és la personalitat més coneguda que ha nascut en aquesta zona. A més, Octavian Goga, poeta i polític romanès del període d'entreguerres, juntament amb més de sis acadèmics romanesos, són naturals d'aquesta zona. Hi ha un museu a Sibiel dedicat a les icones pintades amb vidre.
Prop de Tilișca es poden trobar les restes d'una ciutadella dacia, situada al cim d'un turó amb una vista panoràmica cap a l'altiplà de Transsilvània.
Un museu més modern es troba a Sadu, el lloc on es va construir la primera central hidroelèctrica el 1896, la tercera d'Europa.